# 拉达克剑水蚤
拉达克剑水蚤（学名：Cyclops ladakanus）为剑水蚤科剑水蚤属的动物。分布于印度東部及中国大陆西藏的大西藏地區，主要栖息于高海拔的湖泊中。